# 弗爾島 (韋斯特蘭郡)
61°47′N 5°51′E / 61.783°N 5.850°E

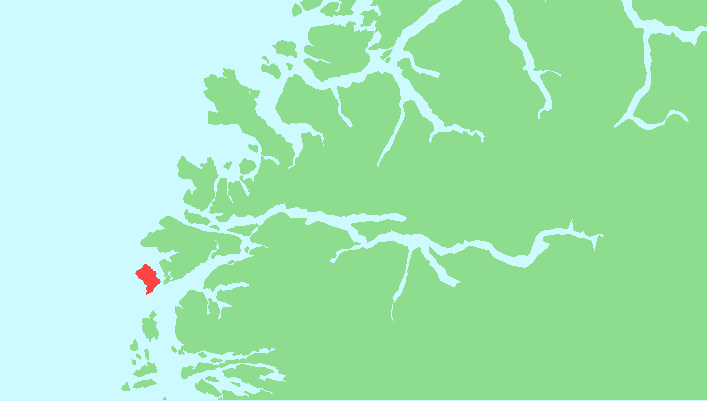

弗爾島（挪威語：Frøya）是挪威韦斯特兰郡布雷芒厄市镇的島嶼，長7公里、寬5公里，面積15平方公里，最高點海拔高度378米，主要經濟活動有旅遊業和漁業，2001年人口560。